# William A. Ewing
William A. Ewing est un historien de l'art canadien né en 1944, spécialiste de photographie. Il fut  directeur du Musée de l'Elysee (Lausanne) et fondateur du Todi Circle 

## Carrière
Il dirige le Musée de l'Élysée à Lausanne de 1996 à mai 2010. Il est professeur-chercheur à la faculté de Genève (Suisse) dans le département d'histoire de l'art où il dispense des cours sur l'histoire de la photographie. Il est également l'auteur d'ouvrages sur la représentation photographique du corps humain et commissaire de nombreuses expositions internationales sur le sujet.
Il cofonde avec Mario Santoro Woith (en) le Todi Circle, un groupe de réflexion sur le thème de la photographie qui a lieu chaque année la première semaine de juin dans la ville de Todi.[réf. nécessaire]

## Œuvres
- Edward Steichen : carnet mondain : Les années Condé Nast 1923-1937 produit en collaboration avec Tobia Bezzola, Carol Squiers, Nathalie Herschdorfer. Thames & Hudson Éditions (2008)
- Valérie Belin produit en collaboration avec Els Barents, Jean-Luc Monterosso. Steidl (2007)
- Indexé stylisme produit en collaboration avec Stéphane Bonvin, Thierry Pradervand, Sophie Richard. Infolio (2007)
- Steichen, une épopée photographique, produit en collaboration avec Todd Brandow. Thames & Hudson Éditions (2007)
- Edward Steichen, produit en collaboration avec Edward Steichen et Todd Brandow. Thames & Hudson Éditions (2007)
- Edward Steichen. Centre National De La Photographie (2007)
- Alison Jackson. Confidential produit en collaboration avec Will Self, Charles Glass. Taschen (2007)
- Worldview. Leonard Freed Nathalie Herschdorfer, Wim Van Sinderen, Leonard Freed. Steidl (2007)
- Billy Boy* & Lala. Mdvanii "ceci n'est pas une poupée" produit en collaboration avec Jean-Pierre Lestrade. Mu.dac (2007)
- Amour et désir. Assouline Éditions (2007)
- Face. Thames & Hudson (2006)
- Faire faces, le nouveau portrait photographique, produit en collaboration avec Nathalie Herschdorfer. Actes Sud (2006)
- Régénération 50 photographes de demain, 2005-2025, produit en collaboration avec Jean-Christophe Blaser, Nathalie Herschdorfer. Thames & Hudson Éditions (2005)
- Blumenfeld, le culte de la beauté, produit en collaboration avec Erwin Blumenfeld, Marina Schinz. La Martinière Éditions (2005)
- Flora fotografica, Chefs-d'œuvre photographie florale de 1835 à nos jours. Thames & Hudson Éditions (2002)
- Le Siècle Du Corps - 100 Photographies 1900-2000. Editions De La Martinière (2000)
- Le corps. Assouline Eds (1998)
- Hoyningen-Huene, L'élégance des années 30. Thames & Hudson Éditions (1998)
- Au cœur du corps. Thames & Hudson Éditions (1997)
- The Body - Photographs Of The Human Form. Chronicle Books San Francisco California 94105 (1994)
- La danse : chefs-d'œuvre de la photographie, Paris, Herscher, 1987, 240 p.[2].

## Récompenses et distinctions
- 1987 : Prix Nadar pour son ouvrage : Hoyningen-Huene : l'élégance des années 30  (trad. Monique Lebailly, préf. George Cukor), Paris, Denoël, 1986, 248 p. (ISBN 2-207-23272-7).